# مولن (شلسویگ-هولشتاین)

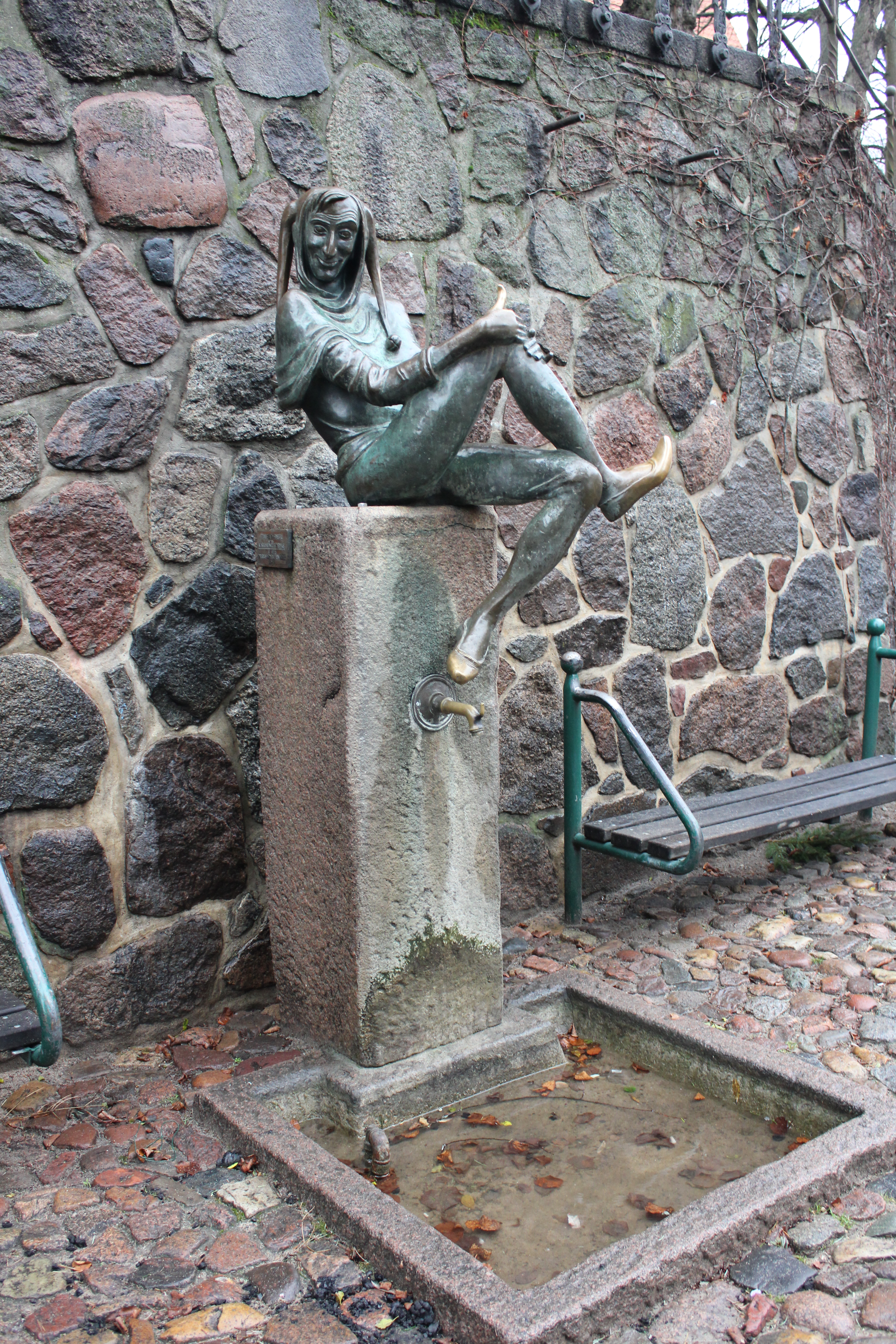
Till Eulenspiegel مولن

شهر مولن (به آلمانی: Mölln) در ایالت شلسویگ-هولشتاین در کشور آلمان واقع شده‌است.